# James Bregman
James Steven Bregman –conocido como Jim Bregman– (Washington, 17 de noviembre de 1941) es un deportista estadounidense que compitió en judo.
Participó en los Juegos Olímpicos de Tokio 1964, obteniendo una medalla de bronce en la categoría de –80 kg. Ganó una medalla de bronce en el Campeonato Mundial de Judo de 1965, y una medalla de oro en el Campeonato Panamericano de Judo de 1965.

## Palmarés internacional
| Juegos Olímpicos        | Juegos Olímpicos                | Juegos Olímpicos  | Juegos Olímpicos |
| Año                     | Lugar                           | Medalla           | Categoría        |
| ----------------------- | ------------------------------- | ----------------- | ---------------- |
| 1964                    | Tokio (Japón)                   | Medalla de bronce | –80 kg           |
| Campeonato Mundial      |                                 |                   |                  |
| Año                     | Lugar                           | Medalla           | Categoría        |
| 1965                    | Río de Janeiro (Brasil)         | Medalla de bronce | –80 kg           |
| Campeonato Panamericano |                                 |                   |                  |
| Año                     | Lugar                           | Medalla           | Categoría        |
| 1965                    | Ciudad de Guatemala (Guatemala) | Medalla de oro    | –80 kg           |